# Systasis obolodiplosis
Systasis obolodiplosis is een vliesvleugelig insect uit de familie Pteromalidae. De wetenschappelijke naam is voor het eerst geldig gepubliceerd in 2009 door Yao & Yang.